# 比罗比詹犹太会堂
比罗比詹犹太会堂成立于2004年。这座犹太会堂位于俄罗斯猶太自治州首府比罗比詹。据独联体犹太社区联合会称，这是“俄罗斯第一座部分用国家资金建造的犹太会堂”。 俄罗斯政府拨款112,000美元，用于建造犹太会堂。

## 2004年开幕
2004年，俄罗斯首席拉比贝雷尔·拉扎尔和独联体犹太社区联合会执行董事阿夫拉罕·伯科维茨率团前往比罗比詹，参加犹太自治州70周年庆典。市长亚历山大·文尼科夫和瓦列里·索洛蒙诺维奇·古列维奇也参加了开幕式。 州长尼古拉·米哈伊洛维奇·沃尔科夫说，比罗比詹犹太会堂是犹太自治州的第一个根据犹太教口传律法的“洁食犹太会堂”。 比罗比詹的首席拉比和该地区哈巴德代表莫迪凯·谢纳说“今天人们可以享受意第绪语文化的好处，而不必害怕回到他们的犹太教传统。没有任何反犹太主义是安全的，我们计划在这里开设第一所犹太走读学校”。 当地犹太社区领袖列夫·托特曼也参加了。

## 犹太社区
据谢纳拉比称，比罗比詹有 4,000 名犹太人，占该镇75,000人口的5% 以上。 2006 年，谢纳拉比访问了比罗比詹犹太社区和比拉、奈费尔德、隆多科、比拉坎和比罗费尔德等村庄，查看当地的墓地，收集有关二战前埋葬在那里的犹太人的信息。这些人的名字列在比罗比詹犹太会堂的记忆簿中。出生和死亡的日期是根据希伯来历以及现代历法记录下来的。到 2007年，仍有一些最初的犹太定居者住在这些村庄中。列夫·托特曼从1997年开始领导比罗比詹社区，直到2007年9月11日去世。

## 国际支持
2004 年，比罗比詹的犹太社区收到了用于存放妥拉的妥拉櫃，来自比罗比詹在中国的姊妹城市，是按照犹太教教规制作的。 2008年，以色列拉马特甘的一位居民沙洛姆·布兰德曼，在2007年夏季意第绪语计划期间访问比罗比詹后，向犹太会堂捐赠了犹太学藏品。 